# Julien Casoli
Julien Casoli, né le 5 juillet 1982 à Vesoul, est un athlète paralympique français en compétition en catégorie T54. Il a participé aux Jeux paralympiques d'été à quatre reprises, de 2008 à 2021. Il est également vainqueur du marathon de Paris en 2012, 2015, 2019, 2021, 2022 et 2025 dans la catégorie handisport.
Spécialiste du 400, 800 et 1 500 mètres, il atteint régulièrement le podium aux championnats d'Europe et du monde et aux Jeux paralympiques.

## Biographie

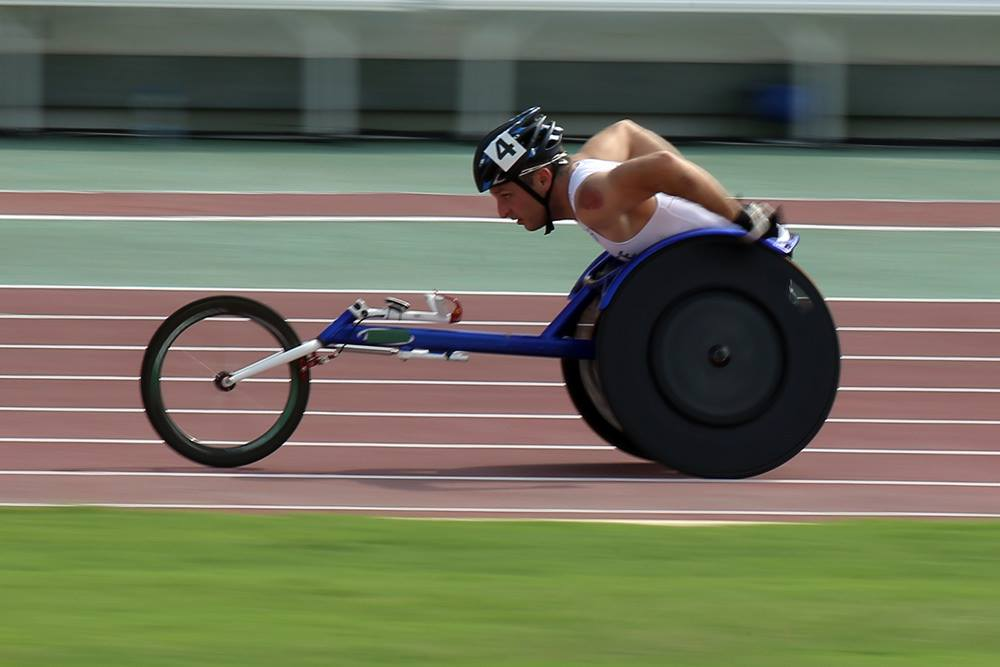
Julien Casoli à Doha en 2015

Julien Casoli naît le 5 juillet 1982 à Navenne, dans la banlieue sud de Vesoul. Il perd l'usage de ses jambes à l'âge de 14 ans à cause d'une artère qui se boucha dans sa colonne vertébrale. Il essaye plusieurs disciplines sportives comme le basket-ball en fauteuil et l'haltérophilie, mais décide de se consacrer à l'athlétisme handisport.
Il fait son entrée en équipe de France en décembre 2004. En 2005, il est classé sportif de haut-niveau.
Aux Jeux paralympiques de Pékin en 2008, Julien Casoli remporte la médaille de bronze avec ses coéquipiers sur 4 × 400 mètres et termine à la 4e place sur 400 mètres.
Le 14 novembre 2008, Julien Casoli est nommé chevalier dans l'ordre national du Mérite dans la promotion des Jeux paralympiques d'été de 2008. La médaille lui est remise par Alain Joyandet, maire de Vesoul, secrétaire d’État à la Coopération et à la Francophonie, le 19 juin 2009.
En 2011, il termine à la troisième place dans les épreuves du 800 mètres et du 5 000 mètres aux championnats du monde sur piste à Christchurch.
En avril 2012, Julien Casoli remporte le marathon de Paris de 2012 dans la catégorie handisport.
Aux Jeux paralympiques de Londres en 2012, Julien Casoli remporte la médaille de bronze sur 5 000 mètres. Le lendemain, il est éliminé dès les séries sur 1 500 mètres.
En avril 2015, il remporte le marathon de Paris de 2015.
Il est licencié au Groupe Athlétique Haut-Saônois de Vesoul.

## Palmarès

### Palmarès international
| Date | Compétition                     | Lieu         | Résultat | Discipline        | Performance    |
| ---- | ------------------------------- | ------------ | -------- | ----------------- | -------------- |
| 2005 | Championnats d'Europe           | Espoo        | 4e       | 400 m T54         |                |
| 2005 | Championnats d'Europe           | Espoo        | 2e       | 800 m T54         |                |
| 2005 | Championnats d'Europe           | Espoo        | 5e       | 1 500 m T54       |                |
| 2006 | Championnats du monde           | Assen        | 4e       | 400 m T54         | 54 s 010       |
| 2006 | Championnats du monde           | Assen        | 17e      | 800 m T54         | 1 min 47 s 94  |
| 2006 | Championnats du monde           | Assen        | 4e       | 1 500 m T54       | 3 min 16 s 26  |
| 2006 | Championnats du monde           | Assen        | 3e       | 4 × 400 m T53-T54 | 3 min 24 s 56  |
| 2008 | Jeux paralympiques d'été        | Pékin        | 4e       | 400 m T54         | 47 s 64        |
| 2008 | Jeux paralympiques d'été        | Pékin        | 6e       | 800 m T54         | 1 min 37 s 56  |
| 2008 | Jeux paralympiques d'été        | Pékin        | 7e       | 1 500 m T54       |                |
| 2008 | Jeux paralympiques d'été        | Pékin        | 3e       | 4 × 400 m T53-T54 | 3 min 17 s 93  |
| 2010 | Championnats du monde sur route | Dubaï        | 1er      | 10 km             |                |
| 2011 | Championnats du monde sur piste | Christchurch | 20e      | 400 m T54         | 52 s 41        |
| 2011 | Championnats du monde sur piste | Christchurch | 3e       | 800 m T54         | 1 min 37 s 53  |
| 2011 | Championnats du monde sur piste | Christchurch | 5e       | 1 500 m T54       | 3 min 11 s 92  |
| 2011 | Championnats du monde sur piste | Christchurch | 3e       | 5 000 m T54       | 10 min 48 s 97 |
| 2012 | Jeux paralympiques d'été        | Londres      | 7e       | 800 m T54         | 3 min 11 s 92  |
| 2012 | Jeux paralympiques d'été        | Londres      | 3e       | 5 000 m T54       | 11 min 08 s 07 |
| 2013 | Championnats du monde           | Lyon         | 9e       | 800 m T54         | 1 min 55 s 61  |
| 2013 | Championnats du monde           | Lyon         | 8e       | 1 500 m T54       | 10 min 52 s 44 |
| 2013 | Championnats du monde           | Lyon         | 4e       | 4 × 400 m T53-T54 |                |
| 2014 | Championnats d'Europe           | Swansea      | 7e       | 400 m T54         | 54 s 08        |
| 2014 | Championnats d'Europe           | Swansea      | 4e       | 800 m T54         | 1 min 43 s 23  |
| 2014 | Championnats d'Europe           | Swansea      | 3e       | 1 500 m T54       | 3 min 23 s 17  |
| 2014 | Championnats d'Europe           | Swansea      | 6e       | 5 000 m T54       | 12 min 19 s 04 |

### Palmarès national
| Date | Compétition                      | Lieu              | Résultat    | Discipline    | Performance     |
| ---- | -------------------------------- | ----------------- | ----------- | ------------- | --------------- |
| 2005 | Championnats de France sur piste | Le Havre          | 1er         | 400 m T54     |                 |
| 2005 | Championnats de France sur piste | Le Havre          | 3e          | 800 m T54     |                 |
| 2005 | Championnats de France sur piste | Le Havre          | 3e          | 1 500 m T54   |                 |
| 2006 | Championnats de France sur piste |                   | 2e          | 100 m T54     |                 |
| 2006 | Championnats de France sur piste | 3e                | 200 m T54   |               |                 |
| 2006 | Championnats de France sur piste | 1er               | 800 m T54   |               |                 |
| 2006 | Championnats de France sur piste | 1er               | 1 500 m T54 |               |                 |
| 2006 | Championnats de France sur route |                   | 2e          | T54           |                 |
| 2007 | Championnats de France           |                   | 3e          | 100 m T54     |                 |
| 2007 | Championnats de France           | 3e                | 400 m T54   |               |                 |
| 2007 | Championnats de France           | 1er               | 800 m T54   |               |                 |
| 2007 | Championnats de France           | 1er               | 1 500 m T54 |               |                 |
| 2007 | Coupe de France sur route        |                   | 3e          | 10 km T54     |                 |
| 2007 | Marathon de Paris                | Paris             | 2e          | 42,195 km     | 1 h 31 min 11 s |
| 2008 | Championnats de France           |                   | 1er         | 100 m T54     |                 |
| 2008 | Championnats de France           | 1er               | 400 m T54   |               |                 |
| 2008 | Championnats de France           | 1er               | 800 m T54   |               |                 |
| 2008 | Championnats de France           | 1er               | 1 500 m T54 |               |                 |
| 2008 | Championnats de France           | 1er               | 10 km T54   |               |                 |
| 2010 | Championnats de France           |                   | 1er         | 100 m T54     |                 |
| 2010 | Championnats de France           | 1er               | 400 m T54   |               |                 |
| 2010 | Championnats de France           | 1er               | 800 m T54   |               |                 |
| 2010 | Championnats de France           | 1er               | 1 500 m T54 |               |                 |
| 2010 | Championnats de France           | 1er               | 5 000 m T54 |               |                 |
| 2011 | Championnats de France sur route |                   | 1er         | 10 km T54     |                 |
| 2011 | Marathon de Toulouse Métropole   | Toulouse          | 1er         | 42,195 km T54 |                 |
| 2012 | Championnats de France           | Belfort           | 1er         | 400 m T54     |                 |
| 2012 | Championnats de France           | Belfort           | 1er         | 1 500 m T54   |                 |
| 2012 | Championnats de France           | Belfort           | 1er         | 5 000 m T54   |                 |
| 2012 | Marathon de Toulouse Métropole   | Toulouse          | 1er         | 42,195 km T54 | 1 h 44 min      |
| 2012 | Marathon de Paris                | Paris             | 1er         | 42,195 km     |                 |
| 2013 | Marathon de Toulouse Métropole   | Toulouse          | 1er         | 42,195 km T54 | 1 h 40 min 01 s |
| 2014 | Championnats de France           | Fontenay-le-Comte | 5e          | 100 m T54     | 19 s 10         |
| 2014 | Championnats de France           | Fontenay-le-Comte | 2e          | 200 m T54     | 28 s 84         |
| 2014 | Championnats de France           | Fontenay-le-Comte | 1er         | 800 m T54     | 1 min 51 s 9    |
| 2014 | Championnats de France           | Fontenay-le-Comte | 1er         | 1 500 m T54   | 3 min 36 s 26   |
| 2014 | Championnats de France           | Fontenay-le-Comte | 1er         | 5 000 m T54   | 12 min 59 s 63  |
| 2015 | Marathon de Paris                | Paris             | 1re         | 42,195 km     | 1 h 32 min 12 s |
| 2021 | Marathon de Paris                | Paris             | 1re         | 42,195 km     | 1 h 33 min 17 s |
| 2025 | Marathon de Paris                | Paris             | 1re         | 42,195 km     | 1 h 33 min 03 s |

## Hommage
Navenne, la ville dont est originaire Julien Casoli, lui a rendu hommage en donnant son nom au complexe sportif de la commune.